# Manuel Tolsá
Manuel Vicente Agustín Tolsá y Sarrión (en valenciano: Manuel Tolsà Sarrion. Enguera, Valencia, 4 de mayo de 1757 - Ciudad de México, 24 de diciembre de 1816) fue un reconocido arquitecto, ingeniero y escultor español, que vivió y desarrolló su actividad en Nueva España desde 1791 en donde quedó encargado, casi hasta su muerte, como director de Escultura de la Real Academia de San Carlos.
Fue responsable de terminar de construir la Catedral Metropolitana de la Ciudad de México a principios del siglo XIX.

## Biografía
Inició su formación en Valencia, en la Real Academia de Bellas Artes de San Carlos, y desde 1780 continuó sus estudios en la Real Academia de Bellas Artes de San Fernando en Madrid. Fue discípulo de Bartolomé Ribelles, Vicente Gascó y Antoni Gilabert en arquitectura, y en escultura de Juan Pascual de Mena. En 1784 obtuvo en la academia madrileña el segundo premio de primera clase de escultura, tras Julián de San Martín, por un relieve con el tema de la entrada triunfante de los Reyes Católicos en Granada del que se conservan algunos fragmentos en la misma Academia. Académico de mérito en 1789 por un relieve con el tema de Jesús y la mujer adúltera, el mismo año solicitó la plaza vacante de director de escultura en la Real Academia de San Carlos de la Ciudad de México que le fue concedida en 1790. Llegó a la  Nueva España en 1791 con libros, instrumentos de trabajo y copias de esculturas clásicas. Radicado en México, en 1803 recibió el nombramiento de escultor de cámara honorario. Contrajo nupcias en el puerto de Veracruz con una dama novohispana de alcurnia, María Luisa de Sanz Téllez Girón y Espinosa de los Monteros. Tuvieron nueve hijos.
El ayuntamiento le encargó la supervisión de las obras de drenaje y abastecimiento de aguas de la Ciudad de México y la reforestación de la Alameda Central. Por estos servicios no recibió compensación alguna. Luego se dedicó a las distintas obras artísticas y civiles por las cuales se recuerda. Además, fabricó muebles, fundió cañones, abrió una casa de baños y una fábrica de coches e instaló un horno de cerámica. Su retrato fue pintado por Rafael Ximeno y Planes cuando Tolsá fue director de escultura de la Real Academia de San Carlos de la Ciudad de México.
En 1816 solicitó a la Real Academia de San Fernando la jubilación por motivos de salud o ser promovido a otro destino y pidió ayuda al rey para que se le pagase lo que se le debía del Tribunal de Minería de México. Murió a causa de una úlcera gástrica ese mismo año. Fue inhumado en el panteón del Templo de la Santa Veracruz en la Ciudad de México.

## Obras de Manuel Tolsá en México

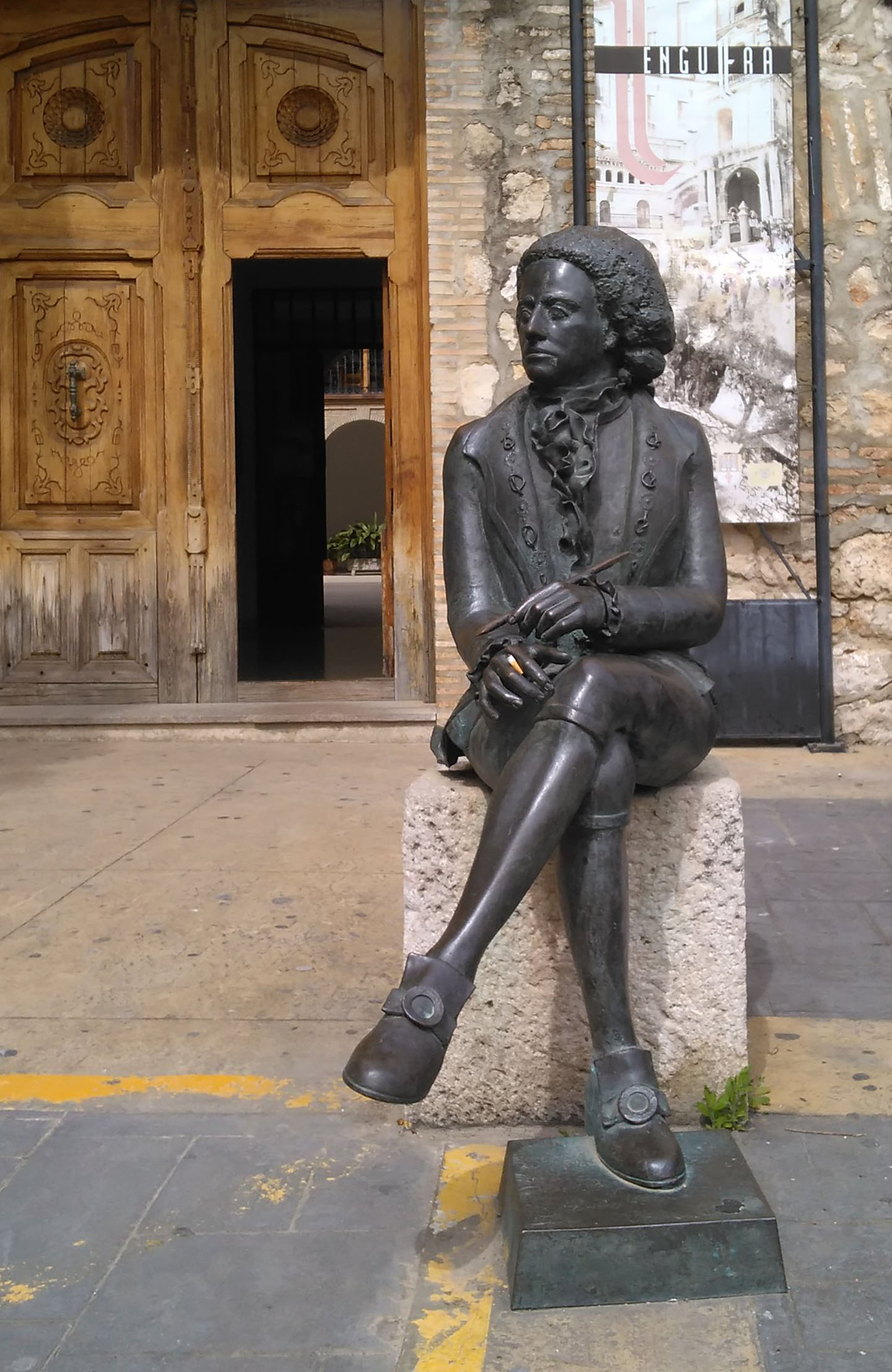
Estatua de Manuel Tolsá, en la plaza que lleva su nombre, en su localidad natal: Enguera.

- Conclusión de las obras de la Catedral Metropolitana de la Ciudad de México
- Palacio de Minería
- Estatua ecuestre de Carlos IV, "El Caballito"
- Antiguo palacio de Buenavista (hoy Museo Nacional de San Carlos)
- Palacio del marqués del Apartado. Frente al templo mayor. Palacio donde viviría Fernando VII al llegar a México.
- Altar principal de la Catedral de Puebla
- Altar principal de la iglesia de Santo Domingo.
- Altar principal de la iglesia de La Profesa.
- Conjunto parroquial San José de Gracia en Orizaba
- Sala de fundición de la Casa del Apartado (1810-1813) [4]
- Altar de la Purísima Concepción en la iglesia de La Profesa. El rostro de la Virgen que el visitante encuentra a la derecha se basó en la fisonomía de "La Güera" Rodríguez (María Ignacia Rodríguez de Velasco y Osorio Barba).
- Altar mayor del Convento de Capuchinas (hoy desaparecido). Dedicado a San Felipe de Jesús.
- Fuente dónde inicia el Camino Real a Toluca (desaparecida), así como un obelisco y una pirámide
- Busto de Hernán Cortés en el Hospital de Jesús
- Cristos de bronce que se encuentran en la Catedral de Morelia
- Proyección de la cuarta etapa (neoclásica) de la Iglesia de Nuestra Señora de Loreto
- Planos del Hospicio Cabañas en Guadalajara
- Celda de la Marquesa de Selva Nevada en el Ex Convento de Regina Coeli. Hoy propiedad de la Universidad del Claustro de Sor Juana.
- Cuartel de caballería del puente de Peredo, con Miguel Constanzó, 1808-1809.[4] (Destruido)
- Proyectos no realizados para una plaza de toros, el palacio de gobierno de Durango, un cementerio y un convento, entre otras obras.

Tolsá tuvo a manera de firma arquitectónica, la colocación de florones, copones y balaustradas en el remate de los edificios que trabajó.

## Galería

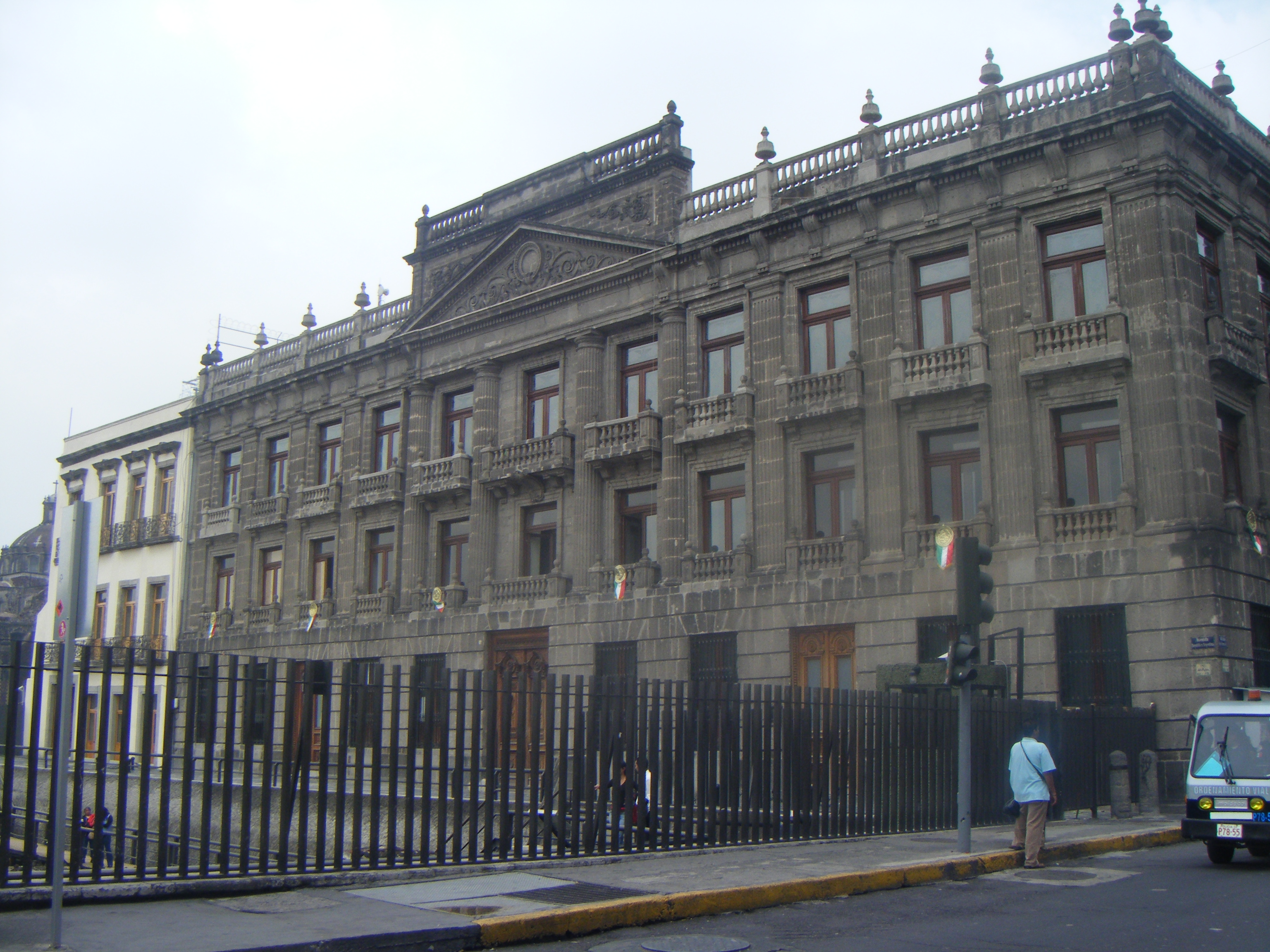
Palacio del Marqués del Apartado en Ciudad de México.
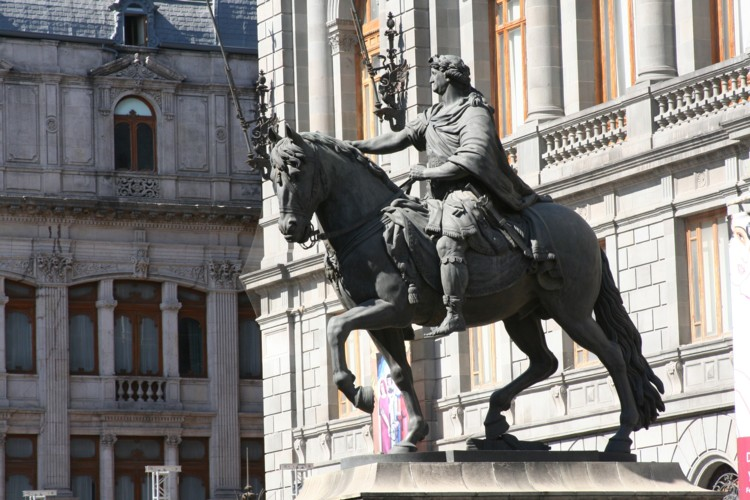
Estatua ecuestre de Carlos IV en la Plaza Tolsá, frente al Museo Nacional de Arte.
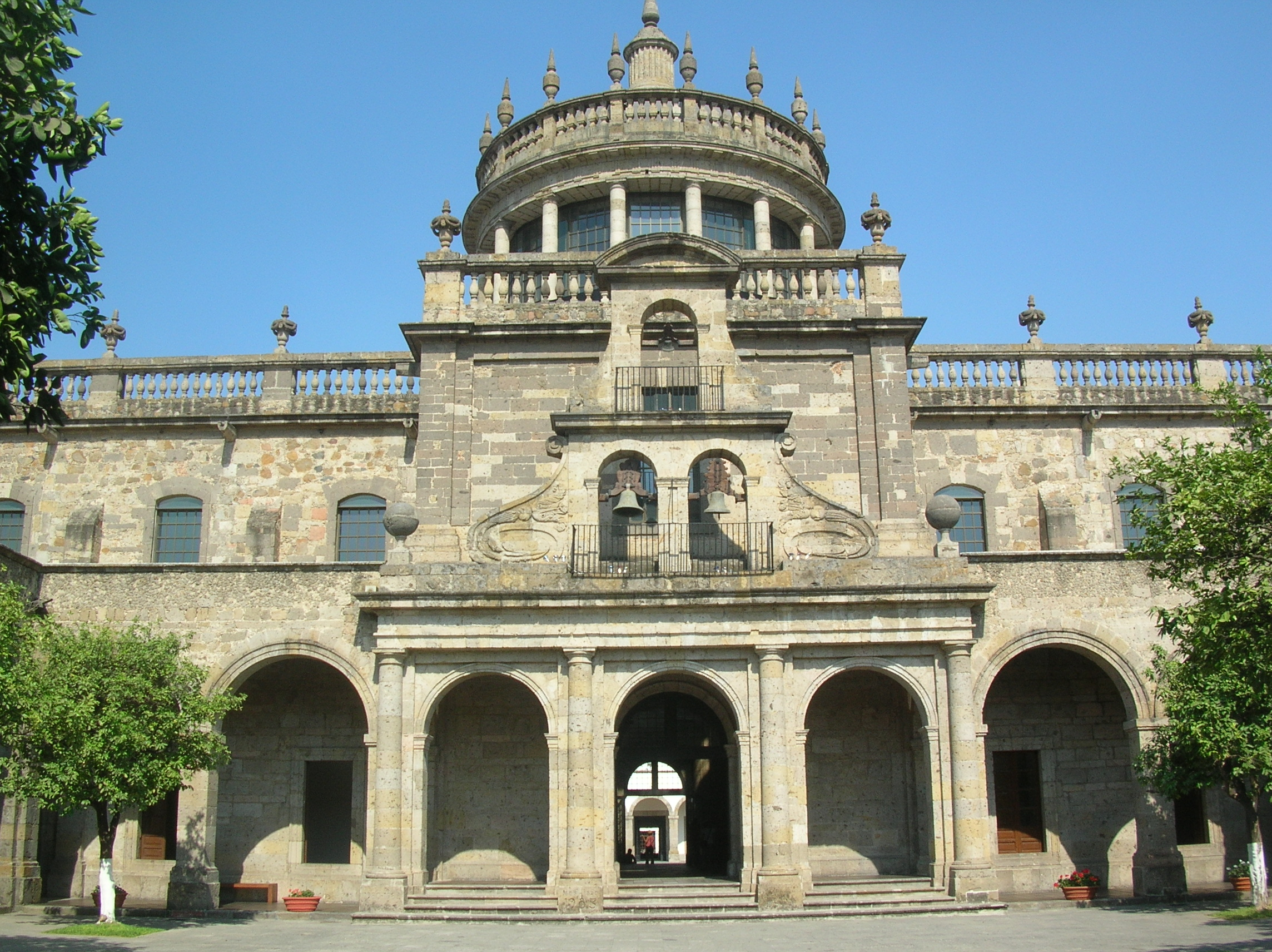
Hospicio Cabañas, localizado en Guadalajara, Jalisco.
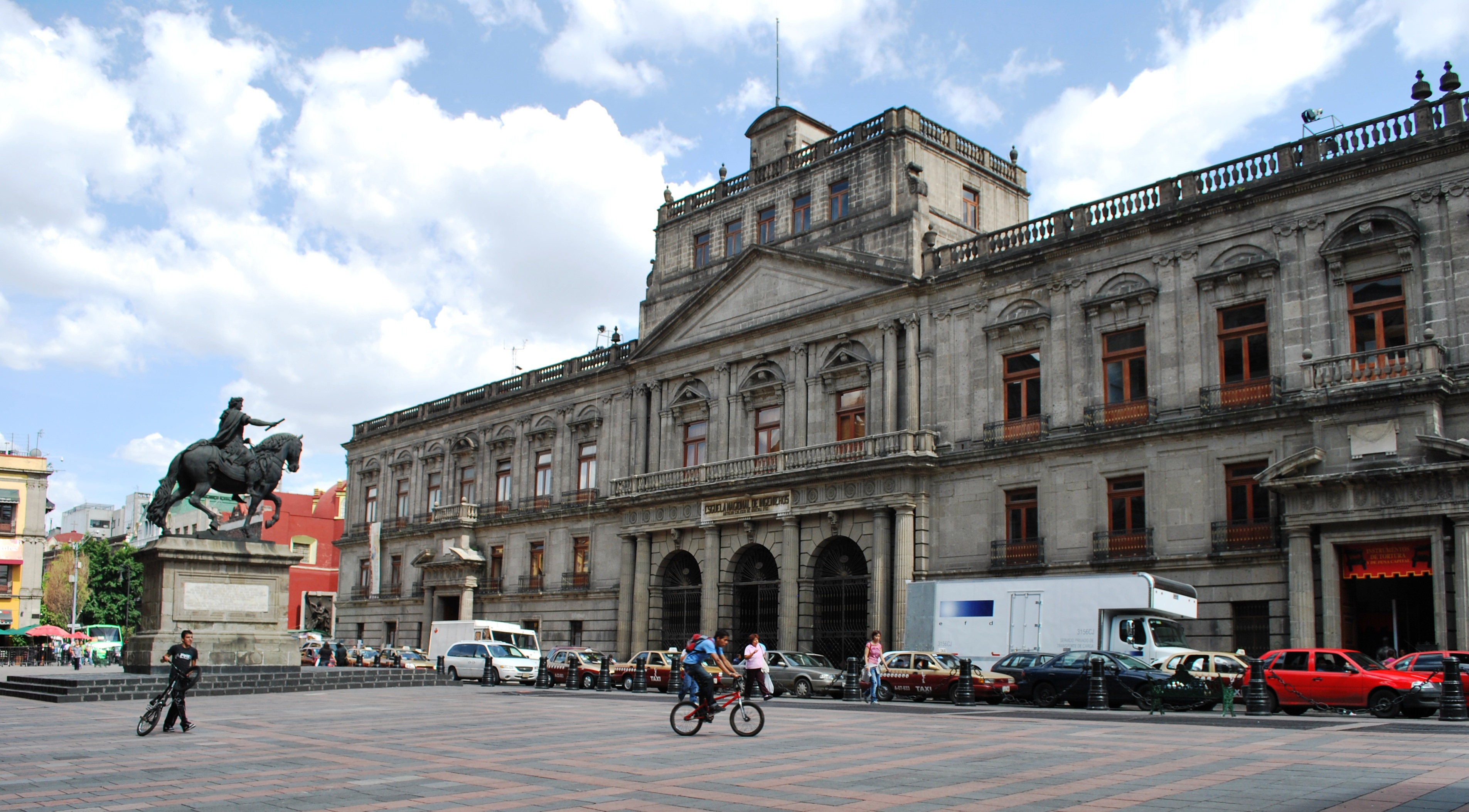
Palacio de Minería, obra arquitectónica de Tolsá localizada en el Centro Histórico de la Ciudad de México.
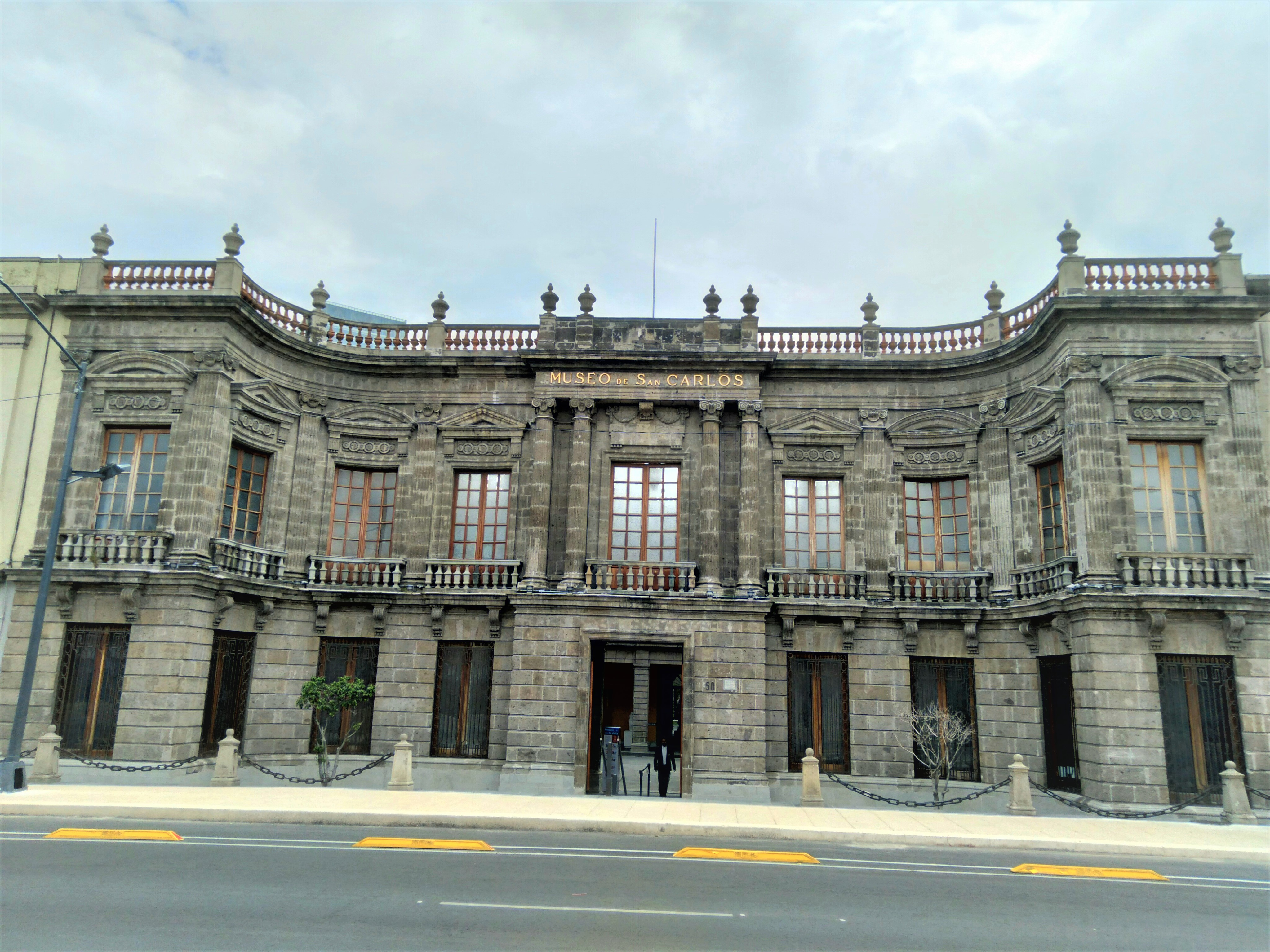
Palacio del Conde de Buenavista en Ciudad de México.